# 罗伯特·O·沃克
罗伯特·O·沃克（1953年1月17日—）是美國的一位军官，民主党人，2009至2013年担任美國海軍副部長，2014至2017年担任美国国防部副部长。

## 外部連結
- Defense.gov biography for Deputy Secretary of Defense Bob Work （页面存档备份，存于）
- Faculty Profile at the Elliott School of International Affairs
- CNAS bio
- C-SPAN內的頁面（英文）